# Coupe d'Irlande de football 2023
Navigation
Édition précédente Édition suivante
La Coupe d'Irlande de football 2023 est la 103e édition de la Coupe d'Irlande de football organisée par la Fédération d'Irlande de football. La compétition porte le nom de son sponsor principal : Extra.ie FAI Senior Cup. Elle commence en avril pour se terminer en novembre 2023. Le vainqueur gagne le droit de participer à la Ligue Conférence 2024-2025. Le Derry City Football Club défend son trophée acquis en 2022.
St. Patrick's Athletic FC remporte sa cinquième coupe d'Irlande, la deuxième en trois ans, en battant en finale Bohemian FC sur le score de 3 buts à 1.

## Organisation
Vingt-deux équipes amateures sont invitées à participer à la compétition. Elles sont issues des compétitions Intermediate et Junior du Leinster, du Munster et d'Ulster.
Elle viennent compléter les vingt équipes disputant le championnat d'Irlande de football.
Ce sont donc quarante-deux équipes qui participent à cette édition de la coupe d'Irlande.

## Compétition
Le tirage au sort du tour préliminaire a lieu le 5 avril 2022.

### Tour préliminaire
Le tour préliminaire concerne les équipes amateures. Seize d'entre elles sont désignées par un tirage au sort pour participer à un tour de qualification. Les matchs se déroulent entre le 22 avril et le 8 mai 2023.
| Club recevant     | Score        | Club visiteur         | Lieu de la rencontre | Date          |
| ----------------- | ------------ | --------------------- | -------------------- | ------------- |
| Ringmahon Rangers | 1-0          | Killester Donnycarney |                      | 10 avril 2023 |
| St Patrick's CYFC | 4-0          | Willow Park           |                      | 10 avril 2023 |
| Kilbarrack United | 5-0          | Drumcondra FC         |                      | 10 avril 2023 |
| St Michael's AFC  | 2-1          | Ballynanty Rovers AFC |                      | 10 avril 2023 |
| Cockhill Celtic   | 5-4          | St Mocha's FC         |                      | 10 avril 2023 |
| Skerries Town     | 4-0          | Newmarket Celtic      |                      | 10 avril 2023 |
| Portlaoise AFC    | 2-1          | Usher Celtic          |                      | 10 avril 2023 |
| Home Farm FC      | 0-0 t. a. b. | Rockmount AFC         |                      | 10 avril 2023 |

Quatre équipes sont directement qualifiées pour le deuxième tour : Lucan United, Gorey Rangers, Avondale United et Bangor Celtic.

### Premier tour
| Club recevant     | Score | Club visiteur             | Lieu de la rencontre             | Date            |
| ----------------- | ----- | ------------------------- | -------------------------------- | --------------- |
| Bohemian FC       | 1-0   | Shelbourne FC             | Dalymount Park                   | 21 juillet 2023 |
| Drogheda United   | 2-1   | Sligo Rovers              | Weavers Park                     | 21 juillet 2023 |
| Kerry FC          | 2-0   | Ringmahon Rangers         | Mounthawk Park                   | 21 juillet 2023 |
| Kilbarrack United | 0-1   | Finn Harps                | Greendale Road                   | 21 juillet 2023 |
| UCD               | 3-2   | Cobh Ramblers FC          | UCD Bowl                         | 21 juillet 2023 |
| Wexford FC        | 3-0   | Avondale United           | Ferrycarrig Park                 | 21 juillet 2023 |
| Treaty United FC  | 0-2   | Cork City FC              | Markets Field                    | 22 juillet 2023 |
| Cockhill Celtic   | 1-3   | Bray Wanderers            | Charlie O’Donnell Sports Grounds | 22 juillet 2023 |
| Gorey Rangers     | 1-2   | Rockmount AFC             | Ramstown                         | 22 juillet 2023 |
| Galway United     | 4-1   | Bangor Celtic             | Eamonn Deacy Park                | 22 juillet 2023 |
| St. Michael's     | 0-5   | Waterford FC              | Cooke Park                       | 22 juillet 2023 |
| Portlaoise        | 0-3   | Skerries Town             | Rossleighan Park                 | 23 juillet 2023 |
| Lucan United      | 2-3   | St. Patrick's CYFC        | O'Hanlon Park                    | 23 juillet 2023 |
| Derry City FC     | 3-0   | Athlone Town              | Brandywell Stadium               | 23 juillet 2023 |
| Dundalk FC        | 1-0   | Shamrock Rovers           | Oriel Park                       | 23 juillet 2023 |
| Longford Town     | 1-2   | St. Patrick's Athletic FC | Bishopsgate                      | 23 juillet 2023 |

### Deuxième tour
Le deuxième tour se déroule les 18 et 20 août 2023. Les matchs du vendredi 19 sont très perturbés par des pluies torrentielles au point que la rencontre entre UCD et Galway est interrompue à la mi-temps. 
| Club recevant     | Score                          | Club visiteur             | Lieu de la rencontre | Date         |
| ----------------- | ------------------------------ | ------------------------- | -------------------- | ------------ |
| Bohemian FC       | 6-0                            | Rockmount AFC             | Dalymount Park       | 18 août 2023 |
| Bray Wanderers    | 0-1                            | Dundalk FC                | Carlisle Grounds     | 18 août 2023 |
| Kerry FC          | 0-1                            | Drogheda United           | Mounthawk Park       | 18 août 2023 |
| Finn Harps        | 5-0                            | Skerries Town             | Finn Park            | 18 août 2023 |
| UCD               | 0-2 (interrompu à la mi-temps) | Galway FC                 | UCD Bowl             | 18 août 2023 |
| St Patrick's CYFC | 0-1                            | Wexford FC                | Irishtown Stadium    | 20 août 2023 |
| Derry City FC     | 0-0 (t. a. b.3-4)              | St. Patrick's Athletic FC | Brandywell Stadium   | 20 août 2023 |
| Cork City FC      | 3-0                            | Waterford FC              | Turners Cross        | 21 août 2023 |
| UCD               | 1-5                            | Galway FC                 | UCD Bowl             | 21 août 2023 |

### Quarts de finale
| Quart de finale 1       | Drogheda United         | 1 - 3   | Bohemian FC                                                  | United park                                     |                                                 |
| 16 septembre 2023 19:45 | Ryan Brennan 49e (pen.) | (0 - 1) | Krystian Nowak 43e · Jonathan Swanson Afolabi 55e 90e (pen.) | Spectateurs : 2 344 Arbitrage : Damian McGraith | Spectateurs : 2 344 Arbitrage : Damian McGraith |

| Quart de finale 2       | Finn Harps         | 1 - 2   | St. Patrick's Athletic FC                              | Finn Park              |                        |
| 16 septembre 2023 19:45 | Séan O'Donnell 23e | (1 - 0) | Christopher Forrester 48e (pen.) · Thomas Lonergan 85e | Arbitrage : Rob Harvey | Arbitrage : Rob Harvey |

| Quart de finale 3       | Galway FC                                                                             | 4 - 0   | Dundalk FC | Eamonn Deacy Park       |                         |
| 16 septembre 2023 19:45 | Stephen Walsh 8e · Edward McCarthy 20e · Maurice Nugent 30e · David Hurley 39e (pen.) | (4 - 0) |            | Arbitrage : David Dunne | Arbitrage : David Dunne |

| Quart de finale 4       | Cork City FC                               | 2 - 1   | Wexford FC      | Turner's Cross                                 |                                                |
| 16 septembre 2023 19:45 | Malik Dijksteel 78e · Ruairí Keating 90+2e | (0 - 1) | Aaron Dobbs 45e | Spectateurs : 2 141 Arbitrage : Damien McGrath | Spectateurs : 2 141 Arbitrage : Damien McGrath |

### Demi-finales
| Demi finale 1 | Cork City FC | 0 - 2 | St. Patrick's Athletic FC        | Turners Cross                                 |                                               |
| octobre 2023  |              | (0-1) | Mark Doyle 11e · Conor Carty 82e | Spectateurs : 6 335 Arbitrage : Robert Harvey | Spectateurs : 6 335 Arbitrage : Robert Harvey |

St. Patrick's Athletic FC se qualifie pour la finale en battant à Turners Cross Cork sur le score de 2 buts à 0. La rencontre a été l'objet d'un incident lorsque l'attaquant Mark Doyle a mis le premier but à la 11e minute. Il reçoit alors sur la tête une bouteille d'eau jetée depuis les tribunes. La qualification est obtenue au terme d'un match maitrisé de boute en bout par les Dublinois.
| Demi finale 2        | Galway FC | 0 - 1 | Bohemian FC        | Eamonn Deacy Park                          |                                            |
| 7 octobre 2023 14:40 |           | (0-1) | Dylan Connolly 45e | Spectateurs : 4 300 Arbitrage : Neil Doyle | Spectateurs : 4 300 Arbitrage : Neil Doyle |

La deuxième demi-finale oppose les Bohemians à Galway qui vient de remporter la First Division. Les Boh's se qualifient au terme d'un match chaotique marqué par des décisions arbitrales controversées. Alors que Galway domine la première mi-temps et confirme son niveau après la victoire 4-0 sur Dundalk au tour précédent, les Bohemians ne prennent le dessus paradoxalement qu'à partir du moment où ils se retrouvent en infériorité numérique. A la 50e minute l'arbitre Neil Doyle expulse le polonais Kacper Radkowski après une action anodine. Dylan Connolly ouvre la marque au retour des vestiaires. Les Dublinois se recroquevillent alors en défense face à des Galwaygians devenus inoffensifs.

### Finale
La finale de la Coupe oppose deux clubs dublinois, le Bohemian Football Club et le St. Patrick's Athletic Football Club. La rencontre s'annonce comme la revanche de celle de 2021 remportée après les tirs au but par St Pat's.
Cette rivalité apporte un très fort engouement avant la rencontre qui se déroule à l'Aviva Stadium. Les achats de billets montent progressivement jusqu'à ce que 43 881 personnes soient présentes au stade le jour du match. Ce chiffre est un record absolu pour une finale de Coupe d'Irlande, effaçant un très vieux record, 41 238 spectateurs datant de la finale 1945 où les Bohemians avaient perdu à Dalymount Park contre les Shamrock Rovers.
La finale est enfin la dernière possibilité pour se qualifier pour une coupe d'Europe. Si les Bohemians l'emportent ils se qualifieront pour le deuxième tour de la Ligue Europa Conférence 2024-2025. Si St Pat's l'emporte, ils se qualifieront aussi pour le deuxième tour de la Ligue Europa Conférence et offriront aussi la qualification pour le premier tour de cette même compétition au Shelbourne Football Club qui a terminé à la quatrième place du championnat.
| Finale                 | Bohemian FC | 1 - 3   | St. Patrick's Athletic FC | Aviva Stadium                                                      |                                                                    |
| 12 novembre 2023 15:00 | Jonathan Afolabi 8e (pen.) | (1 - 1) | Mark Doyle 22e · Krystian Nowak 47e (csc) · Thomas Lonergan 86e | Spectateurs : 43 881 Diffuseur : RTÉ 2 Arbitrage : Paul McLaughlin | Spectateurs : 43 881 Diffuseur : RTÉ 2 Arbitrage : Paul McLaughlin |
| 12 novembre 2023 15:00 | James Talbot; Cian Byrne, Jordan Flores, Bartłomiej Kukułowicz, Krystian Nowak ; James Clarke, Adam McDonnell (John O'Sullivan 85'), James McManus (Patrick Kirk 51') ; Jonathan Afolabi, Dylan Connolly, Daniel Grant (Alistair Coote 68'). | Équipes | Dean Lyness ; Anthony Breslin, Sam Curtis, David Norman Jr., Joseph Redmond ; Christopher Forrester (Adam Murphy 68'), Kian Leavy (Alex Nolan 75'), Jamie Lennon; Conor Carty (Thomas Lonergan 75'), Mark Doyle (Mason Melia 57'), Jake Mulraney (Jason McClelland 68'). | Spectateurs : 43 881 Diffuseur : RTÉ 2 Arbitrage : Paul McLaughlin | Spectateurs : 43 881 Diffuseur : RTÉ 2 Arbitrage : Paul McLaughlin |

Ce sont les Bohemians qui débutent le mieux la rencontre. Dès la 8e minute de jeu, Jonathan Afolabi, tout juste couronné meilleur buteur du championnat, transforme un pénalty après une faute d'Anthony Breslin sur lui-même. Il faut attendre la 22e minute pour voir St Pat's revenir à hauteur quand Mark Doyle reprend un coup franc de Jake Mulraney et égalise. C'est sur ce score de parité que Paul McLaughlin siffle la mi-temps. 
Au retour des vestiaires, le match bascule très rapidement quand le Polonais Krystian Nowak dévie un nouveau coup franc dans ses propres buts. Le club du quartier d'Inchicore s'assure définitivement la victoire quand Thomas Lonergan s'empare d'un ballon mal contrôlé par la défense centrale des Bohemians et trompe Talbot d'un superbe tir dans la lucarne.
St. Patrick's Athletic FC remporte une deuxième Coupe d'Irlande en trois saisons, la cinquième de son histoire.